# Caspar Matthäus Müller
Caspar Matthäus Müller, auch: Caspar Matthaeus Müller, Kaspar Matthias Müller (* 15. Oktober 1662 in Rostock; † 24. Mai 1717 ebenda) war ein deutscher Jurist und Hochschullehrer.

## Leben
Caspar Matthäus Müller war ein Sohn des Rostocker evangelischen Theologen Heinrich Müller und dessen Frau Magaretha Elisabeth, geb. Sibrand. Er wurde von Hauslehrern unterrichtet. Bereits zum Wintersemester 1669/1670 wurde er, wie zu der Zeit oftmals praktiziert, an der
Universität Rostock als Sohn des Rektors („rectoris filii“) eingeschrieben. Ab 1679 absolvierte er ein Jurastudium in Rostock unter Andreas Amsel und Johann Sibrand, das er ab 1682 an der Universität Frankfurt (Oder) fortsetzte, hier besonders bei Samuel Stryk. Im Januar 1687 hielt er seine Inauguraldisputation an der Juristischen Fakultät der Universität Rostock, 1689 erfolgte an der Christian-Albrechts-Universität zu Kiel die Promotion zum Dr. iur. utr. 1693 wurde er in Rostock an der Philosophischen Fakultät als Nachfolger von Hermann Sibrand zum rätlichen ordentlichen Professor der Moral ernannt. Er war Konziliar des Universitätskonzils, mehrmals Dekan bzw. Pro-Dekan und 1699 Rektor der Universität. Sein Nachfolger im Amt wurde Joachim Heinrich Sibrand, als er 1700 als Nachfolger des verstorbenen Albert Willebrand an die Juristische Fakultät wechselte zum herzoglichen ord. Professor der Rechte/Institutionen. Zudem wurde er 1707 zum Justizrat ernannt und war bis 1717 als Kanzleirat in der Justizkanzlei tätig.
Caspar Matthäus Müller war ab 1693 verheiratet mit Katharina Elisabeth Biermann. Der Ehe entstammten zwei Töchter, die bereits im frühen Kindesalter verstarben.